# Rhopalomyia kiefferi
Rhopalomyia kiefferi is een muggensoort uit de familie van de galmuggen (Cecidomyiidae). De wetenschappelijke naam van de soort is voor het eerst geldig gepubliceerd in 1900 door Trotter.